# Верхний Пиховкин
Верхний Пиховкин — хутор в Каменском районе Ростовской области.
Административный центр Пиховкинского сельского поселения.

## Население
| 2010 |
| ---- |
| 887  |

## Улицы
| - пер. Ветеранов - пер. Звёздный - пер. Камчатский - пер. Космический - пер. Луговой - пер. Медицинский - пер. Профсоюзный | - пер. Северный - пер. Спортивный - пер. Таловатый - пер. Учительский - пер. Школьный - пер. Шоссейный - пер. Ягодный | - ул. Вишнёвая - ул. Гаражная - ул. имени Колодько - ул. Клубная - ул. Оборонная - ул. Переездная | - ул. Пушкинская - ул. Речная - ул. Тенистая - ул. Цветочная - ул. Центральная - ул. Церковная |